# دورال (فلوريدا)

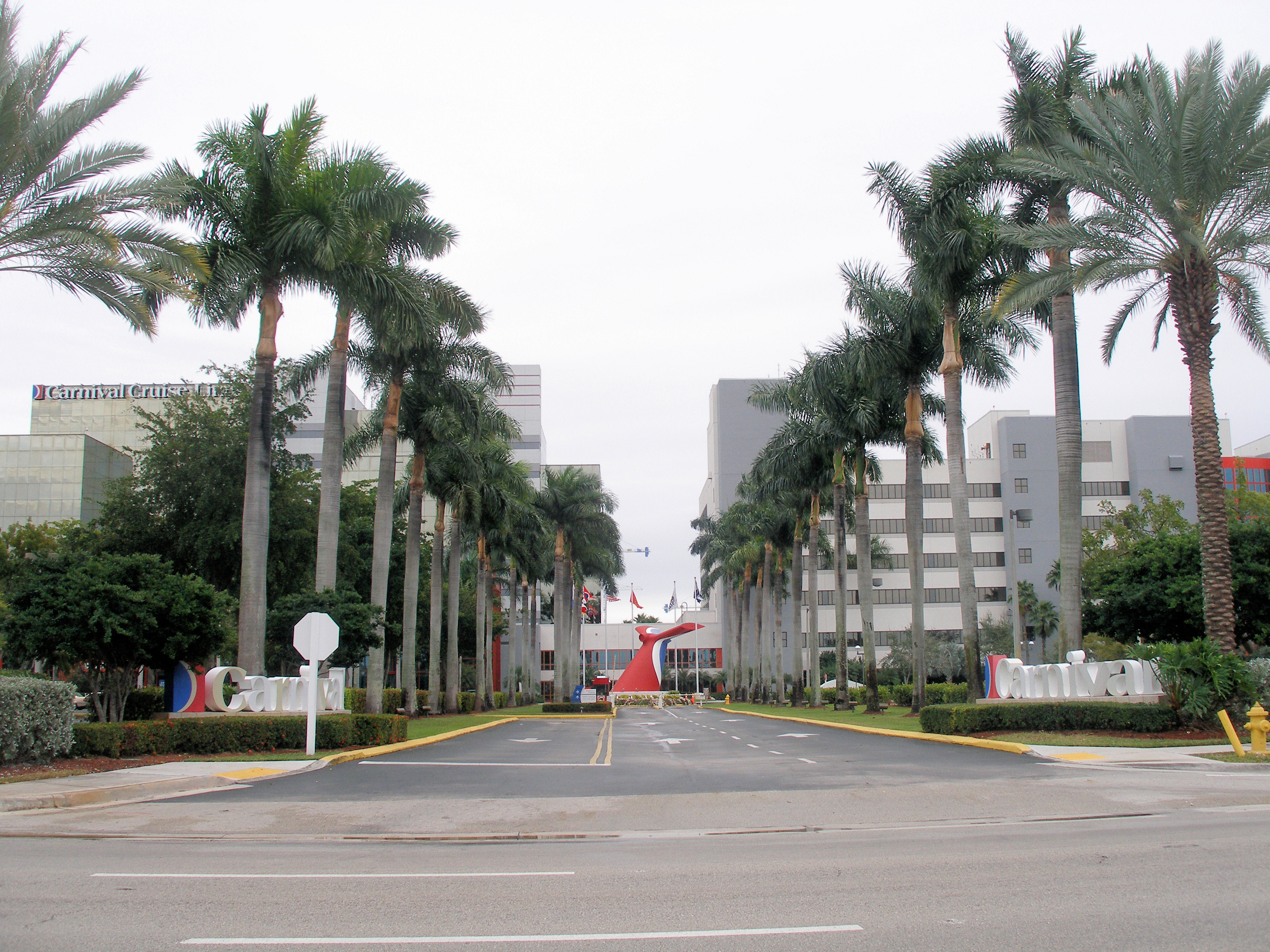
كارنيفال كوربرايشن في دورال

دورال (بالإنجليزية:  Doral)‏ هي مدينة تقع في مقاطعة ميامي داد شمال وسط ولاية فلوريدا، الولايات المتحدة. لللغرب من مطار ميامي الدولي، وتعتبر ضاحية من ضواحي ميامي. مدينة دورال تاخذ اسمها من اسم لعبة غولف مشهور ومنتجع يقع داخل حدود بلديتها. بني منتجع دورال للغولف ومنتجع صحي اصلا من قبل كلا من دوريس وألفريد كاسكيل، (بالإنجليزية: Doris and Alfred Kaskel) الذين اوجدوا اسم «دورال» عن طريق الجمع بين اسمائهم, تأسست مدينة دورال جنبا إلى جنب مع حدائق ميامي (بالإنجليزية: Miami Gardens) في عام 2003. حسب تعداد عام 2000 كان عدد السكان 20,438, ووفقا لإحصائيات الولايات المتحدة وصل عدد سكانها في عام 2009 إلى 46,000 مما يجعلها واحدة من أسرع المدن نموا في مقاطعة ميامي ديد.
بالنسبة لعدد إلى حجم هذه المدينة فان دورال لديها عدد كبير من المحلات التجارية والمؤسسات المالية والشركات وخصوصا المستوردين والمصدرين, بسبب قربها من مطار ميامي الدولي.